# Aquilegia grata
Aquilegia grata là một loài thực vật có hoa trong họ Mao lương. Loài này được Maly ex Zimmeter mô tả khoa học đầu tiên năm 1875.

## Hình ảnh

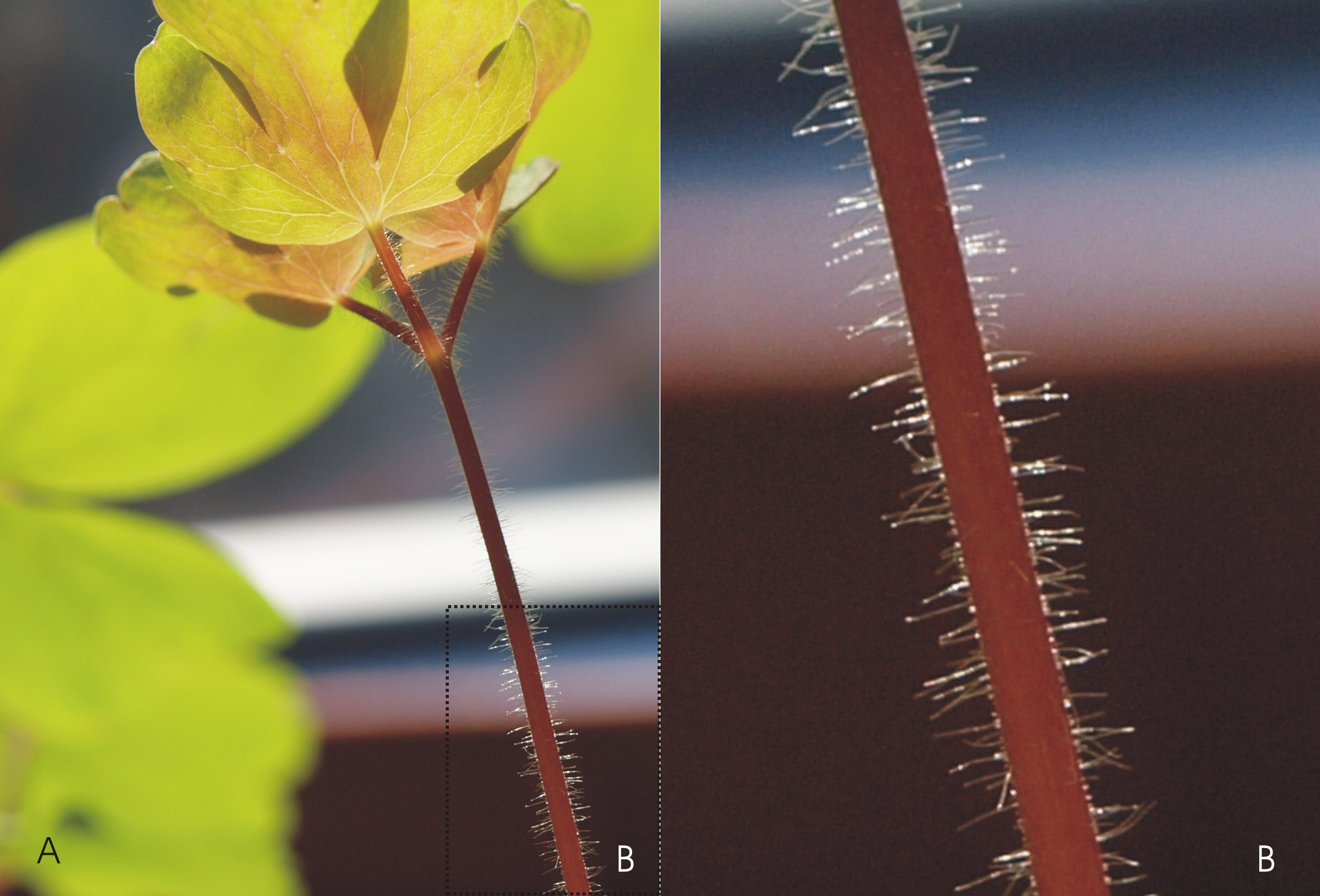
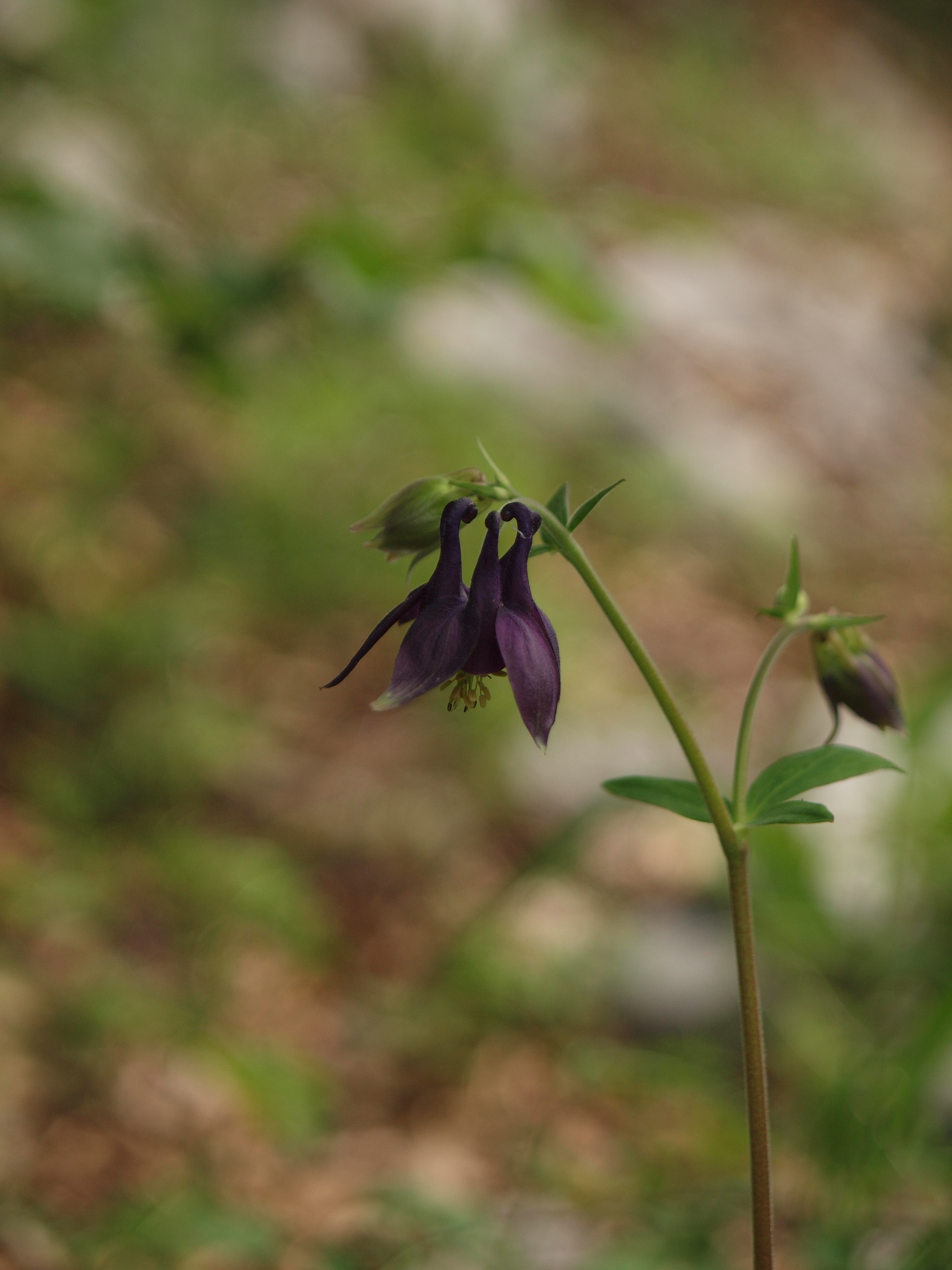
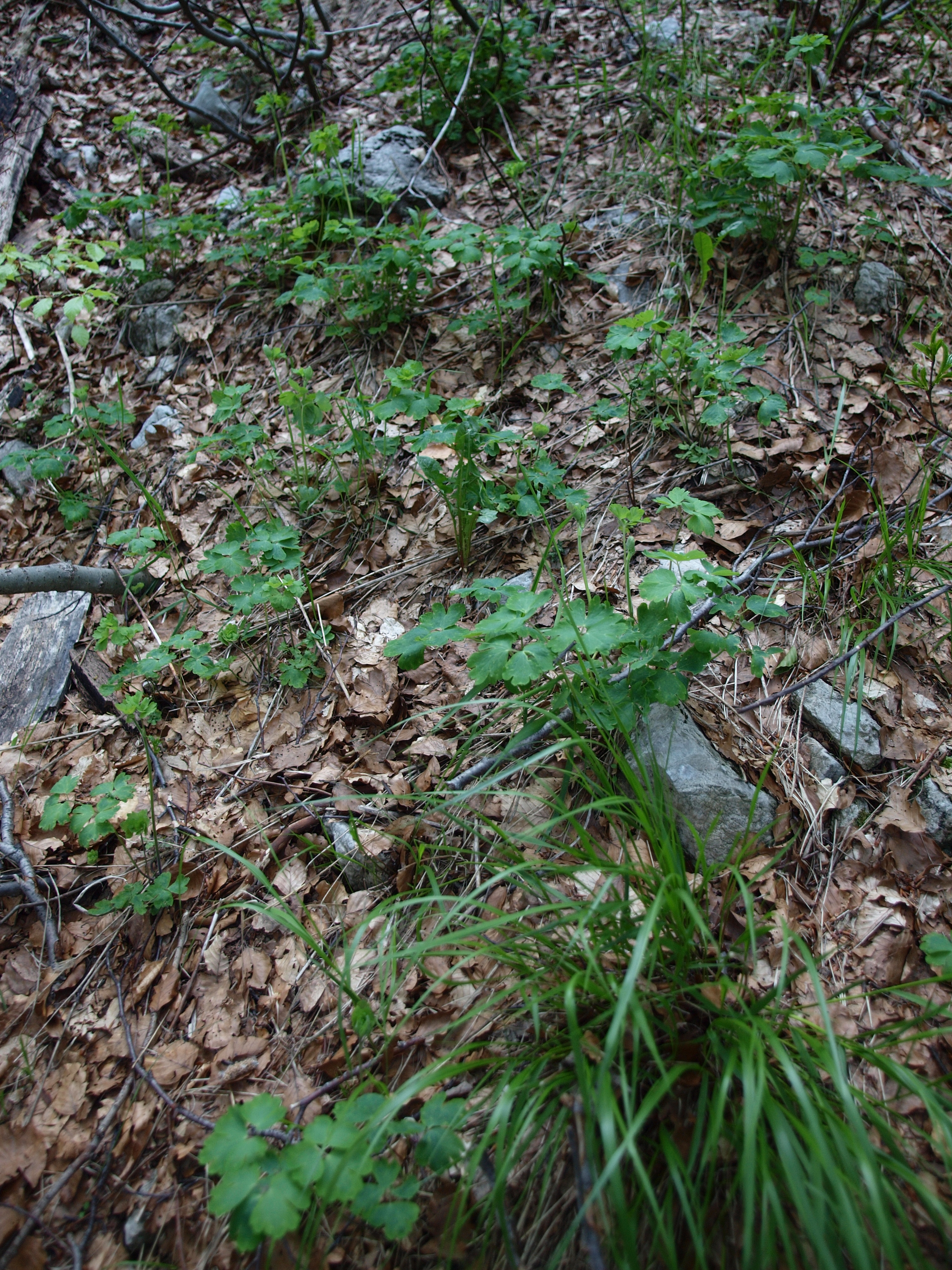
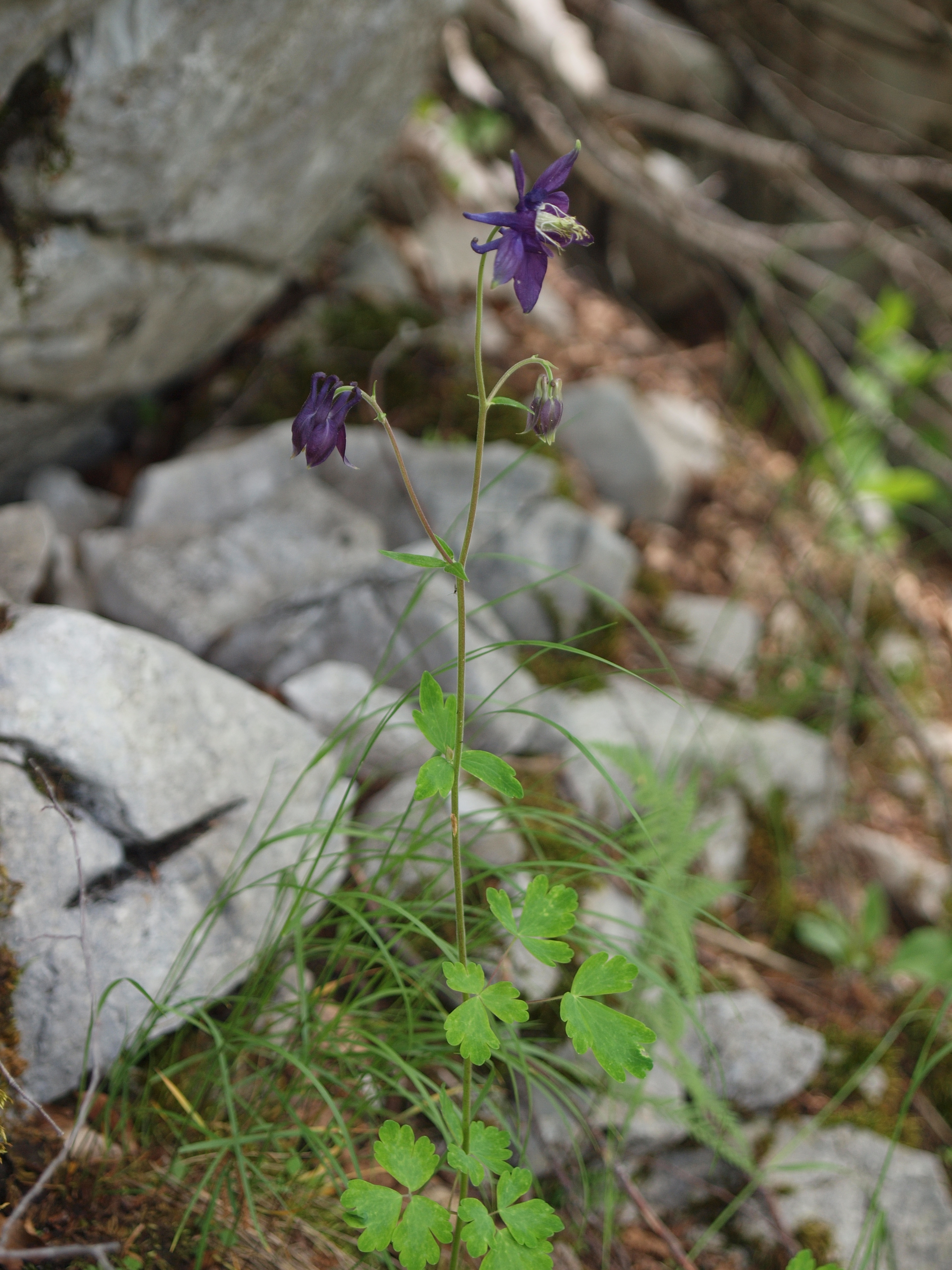